# Audi R8 LMP
El Audi R8 LMP es un Sport Prototipo de monocasco abierto desarrollado por Audi para disputar carreras de resistencia en la primera mitad de la década de 2000. Ganó las 24 Horas de Le Mans en 5 ocasiones (2000, 2001, 2002, 2004 y 2005), las 12 Horas de Sebring en seis oportunidades (entre 2000 y 2005), la clase principal de la American Le Mans Series siete veces (desde 2000 hasta 2006), la de la European Le Mans Series en 2001 y la de la Le Mans Series en 2004. El R8 ganó 63 de las 79 carreras en que participó.
El R8 LMP debutó en las 12 Horas de Sebring de 2000, en reemplazo del Audi R8C de 1999. Su motor fue la innovación tecnológica, un V8 de 3600cm3 con dos turbocompresores con un sistema de inyección estratificada de gasolina a alta presión denominado "FSI". Sistema con el que logró aumentar bastante la eficiencia del motor de gasolina en relación con los demás que usaban inyección multipunto e incluso carburadores
Corrió durante 5 años hasta que los demás fabricantes empezaron a alcanzarlo en rendimiento, hasta que fue reemplazado por el moderno y más eficiente Audi R10 que reemplazaba el que años atrás fue novedoso V8 FSI por un motor más novedoso aún, un V12 Diésel conocido como "TDI".
En 2006, debido al éxito en Le Mans de Audi, presentó un prototipo de un automóvil deportivo llamado Audi Le Mans Quattro que sería la representación del futuro deportivo homologado para la calle Audi R8, creado en honor al prototipo ganador de Le Mans.